# Броштяни
Броштя́ни (рос. Броштяны; рум. Broșteni) — село в Рибницькому районі в Молдові (Придністров'ї).
Неподалік від села розташований пункт пропуску на кордоні з Україною Броштень—Тимкове.
Згідно з переписом населення 2004 року у селі проживало 15,1 % українців.

## Люди
В селі народився Штирбул Кирило Антонович (1915—1997) — молдавський актор.
| Молдова | Це незавершена стаття з географії Молдови. Ви можете допомогти проєкту, виправивши або дописавши її. |